# Bahnhof Berlin-Zehlendorf
Der Bahnhof Berlin-Zehlendorf liegt im südwestlichen Berliner Ortsteil Zehlendorf und wird von der Linie S1 der Berliner S-Bahn bedient. Im Betriebsstellenverzeichnis wird Berlin-Zehlendorf als BZD geführt. Das telegrafische Kurzzeichen lautet ZD (vormals: Zfm).

## Geschichte

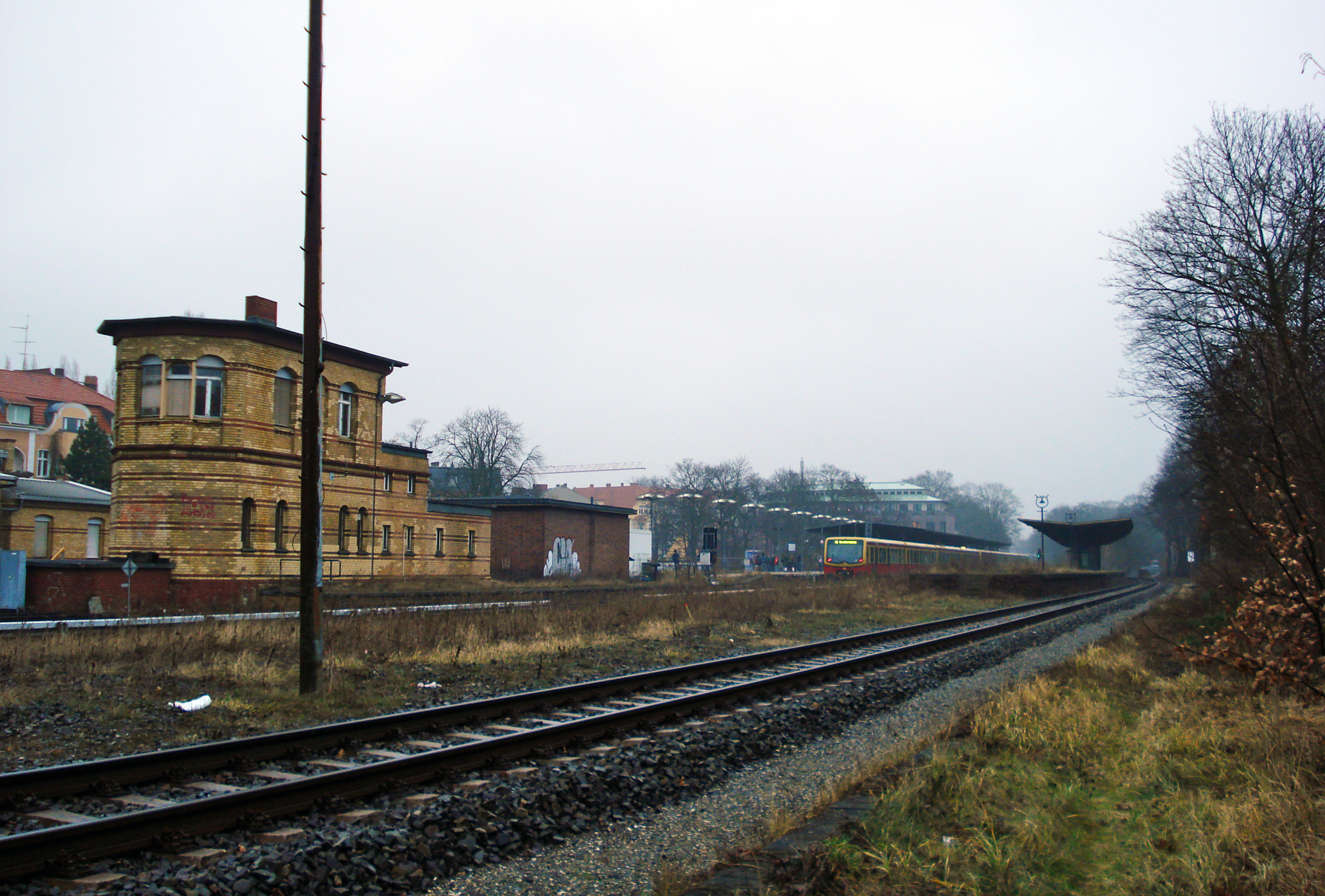
Gesamtansicht des Bahnhofs mit Stellwerk Zfm; 2015

### Dampfbetrieb
Der Bahnhof Berlin-Zehlendorf ist der älteste Bahnhof im heutigen Berlin. Er wurde am 22. September 1838 mit der Eröffnung des ersten Abschnittes der Stammbahn von Zehlendorf nach Potsdam in Betrieb genommen. Bis zum Oktober desselben Jahres war der Bahnhof zunächst Endstation, ab diesem Zeitpunkt fuhren die Züge von Potsdam über Zehlendorf bis zum Potsdamer Bahnhof in Berlin. Anfangs besaß der Bahnhof zwei Seitenbahnsteige. Da die Strecke zunächst eingleisig war, befand sich am Bahnhof Zehlendorf eine Ausweichstelle. Bis zum 9. November 1839 wurden neben Dampflokomotiven auch Pferde für die Traktion verwendet.
Im Jahr 1866 ersetzte ein Fachwerkbau das erste Stationsgebäude. Es befand sich an der heutigen Hampsteadstraße. Damit entstand ein zweigeschossiger Bau mit einer Halle zur Aufnahme der Reisenden. Seit dem 1. Juli 1874 zweigt im westlichen Teil des Bahnhofs die Wannseebahn ab. Diese neue Strecke führte über Zehlendorf West (heute: Mexikoplatz), Schlachtensee, Nikolassee und Wannsee zur Stammbahn bei Griebnitzsee. Im Jahr 1889 wurde der heutige Teltower Damm unter die Bahngleise abgesenkt. Bis zu dieser Umgestaltung kreuzten sich Schiene und Straße ebenerdig, was ein hohes Unfallrisiko darstellte. 1891 bekam die Wannseebahn ein eigenes Gleispaar vom Potsdamer Bahnhof bis Wannsee. Der Bahnhof hieß jetzt Zehlendorf Mitte. Der Wannseebahnsteig, das Stellwerk Zfm und der Güterbahnhof wurden um 1891 gebaut. Auf diese Weise wurde der Vorortverkehr vom Fernverkehr getrennt. Der Bahnhof bekam ein neues Empfangsgebäude, einen gelblichen Klinkerbau, auf der Nordseite der Eisenbahngleise. Der Bahnsteig befand sich jetzt zum Teil auf einer Brücke über dem Teltower Damm. Über einen Mittelaufgang gelangten die Fahrgäste auf den Bahnsteig der Wannseebahn.

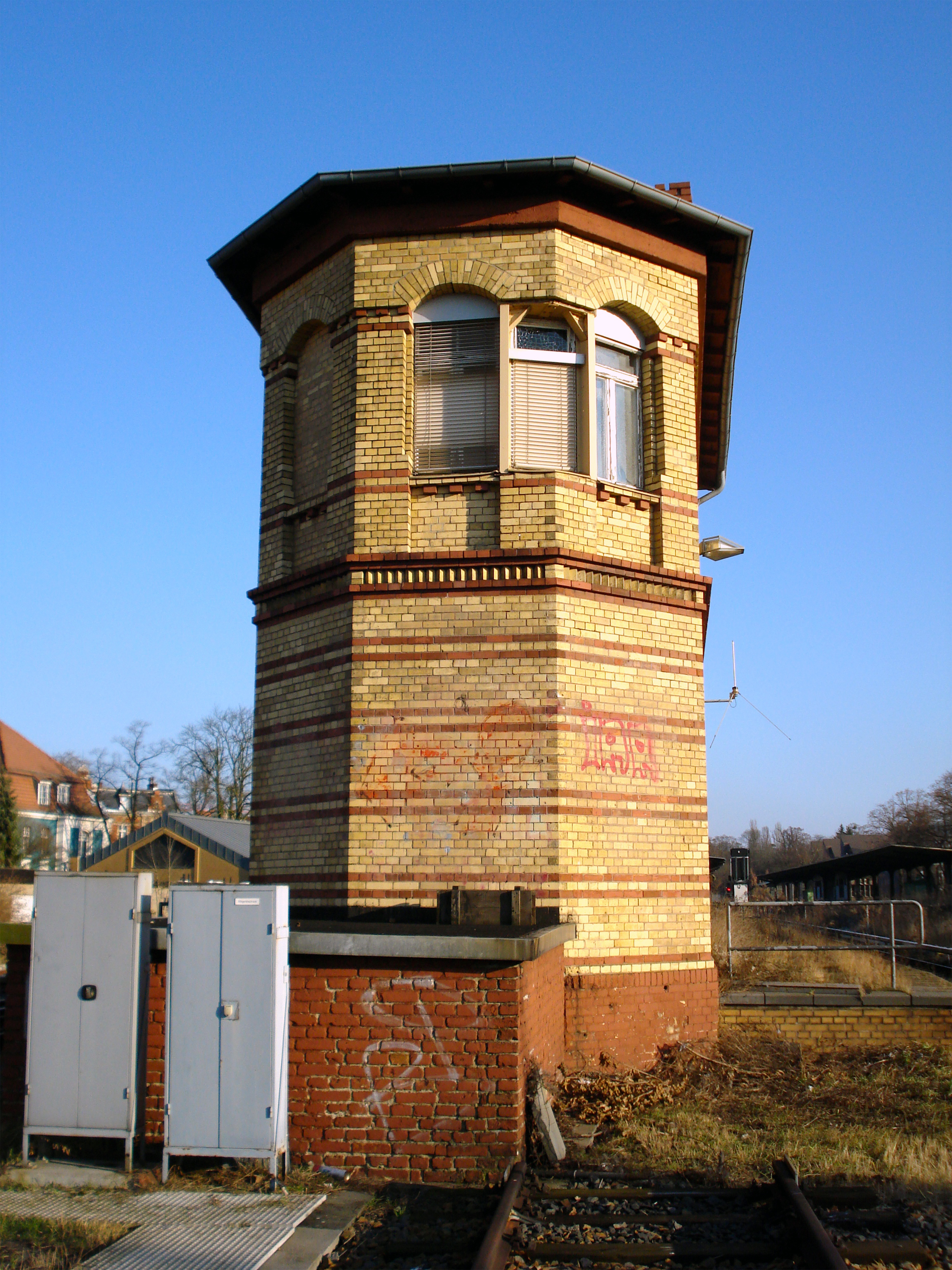
Stellwerk Zfm an der Westseite des Wannsee-Bahnsteigs

Die Anlagen des Güterbahnhofs Zehlendorf umfassten das Stellwerk Zwt, Verladegebäude, mehrere Ladestraßen und am westlichen Ende einen Lokschuppen, in dem eine Verschiebe-Lokomotive beheimatet war. Ein Nachteil des Güterbahnhofs war, dass Güterzüge für Zehlendorf stets die Gleise der Wannseebahn kreuzen mussten.
Zwischen dem 17. Juli 1900 und dem 1. Juli 1902 gab es auf den Gleisen der Wannseebahn einen elektrischen Versuchsbetrieb mit 750 Volt vom Bahnhof Zehlendorf bis zum Potsdamer-Wannseebahn-Bahnhof in Berlin. Da der elektrische Probebetrieb im langsamen Fahrplan der regulären Dampffahrten stattfand, und auch nur durch einen einzigen elektrischen Zug durchgeführt wurde, konnte die Wirtschaftlichkeit des elektrischen gegenüber dem Dampfbetrieb nicht nachgewiesen werden. Ab 1903 war der Bahnhof Zehlendorf für die sogenannten Bankierzüge, die zwischen Zehlendorf und Potsdamer Bahnhof ohne Halt durchfuhren. Dafür wechselten die Züge aus Wannsee, kurz vor Zehlendorf von den Vorortgleisen der Alten Wannseebahn in die Gleise der Stammbahn, die Ferngleise waren.
Am 16. Dezember 1907 wurde am Bahnhof Zehlendorf zunächst ein Seitenbahnsteig am Stammbahngleis Richtung Berlin in Betrieb genommen, an dem die Bankierzüge hielten. Am 1. Oktober 1909 wurde auch an dem Gleis stadtauswärts ein Seitenbahnsteig für den Betrieb eröffnet.
Im westlichen Bahnhofsteil wurde 1911 eine Brücke über die Stammbahn gebaut, um die Bankierzüge niveaugleich in die Stammbahn einfädeln zu können. Die Überführung wurde zwar eingleisig ausgeführt, der Brückenkopf hingegen für zwei Brücken gebaut. Man hielt sich eine zweigleisige Ausführung offen, zu der es allerdings nicht kam.
In den Jahren 1913/1914 wurde zwischen die Gleise der Stammbahn ein zweiter Mittelbahnsteig gebaut, der seit September 1980 für den öffentlichen Personennahverkehr außer Betrieb ist. An diesem Bahnsteig hielten jetzt neben den Vorortzügen des Potsdamer Bahnhofs in Berlin auch alle Bankierzüge.

### Elektrifizierung, Zerstörung, Umbenennung
Im Frühling 1933 begannen die Bauarbeiten zur Elektrifizierung der Wannseebahn und der Stammbahn ab Zehlendorf. Die Deutsche Reichsbahn hatte sich zu diesem Schritt entschieden, da der Dampfbetrieb auf der Wannseebahn nicht mehr gewinnbringend war. Am 15. Mai 1933 übernahmen elektrischen Triebwagen den Dampfbetrieb auf der Wannseebahn. Auch der Bankierzug-Betrieb wurde auf elektrischen Betrieb umgestellt. Von nun an rollten die ocker/roten Züge der S-Bahn über die Schienen. Da der bisherige Wagenpark der S-Bahn für die zusätzliche Bedienung der Wannseebahn nicht ausreichte, wurde die Bauart 1932 (Bauart Wannseebahn) entwickelt und insgesamt 51 Viertelzüge ausgeliefert.
Ab 1934 kamen 14 Viertelzüge für die Bankierzüge die von den Wannseebahnwagen abgeleitete Baureihe 125 mit einer Höchstgeschwindigkeit von 120 km/h zum Einsatz, denen 1938 nochmals vier Viertelzüge für 140 km/h folgten.
Am 1. Oktober 1938 wurde der Bahnhof in Berlin-Zehlendorf rückbenannt.
Seit dem 8. Oktober 1938, der Eröffnung des Nord-Süd-Tunnels, ist es möglich, vom S-Bahnhof Zehlendorf nach Oranienburg zu fahren. Der alte Endpunkt der Wannseebahn, der Potsdamer Bahnhof, wurde weiterhin von den Bankierzügen angefahren.
Während des Zweiten Weltkriegs wurden in Zehlendorf Züge für die Wehrmacht beladen und bereitgestellt. Es fuhren beispielsweise Güterzüge für das Deutsche Afrika-Korps in Richtung Süden. 1943 zerstörte ein Bombentreffer das Empfangsgebäude am Teltower Damm, noch während des Kriegs wurde ein provisorisches Empfangsgebäude gebaut. Im Mai 1945 stellte die Deutsche Reichsbahn den Eisenbahnverkehr vorübergehend ein.

### Nachkriegszeit, Mauerbau, Stilllegung

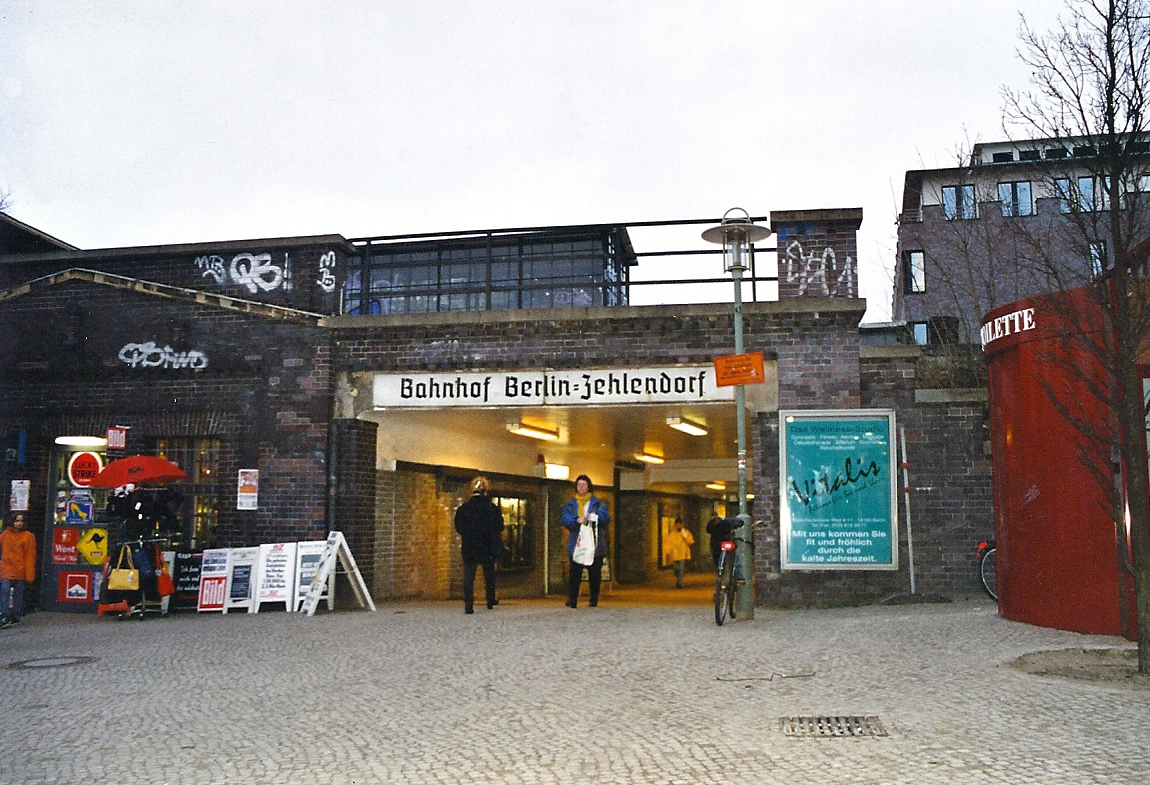
Südlicher Eingang zum S-Bahnhof Berlin-Zehlendorf, 1999

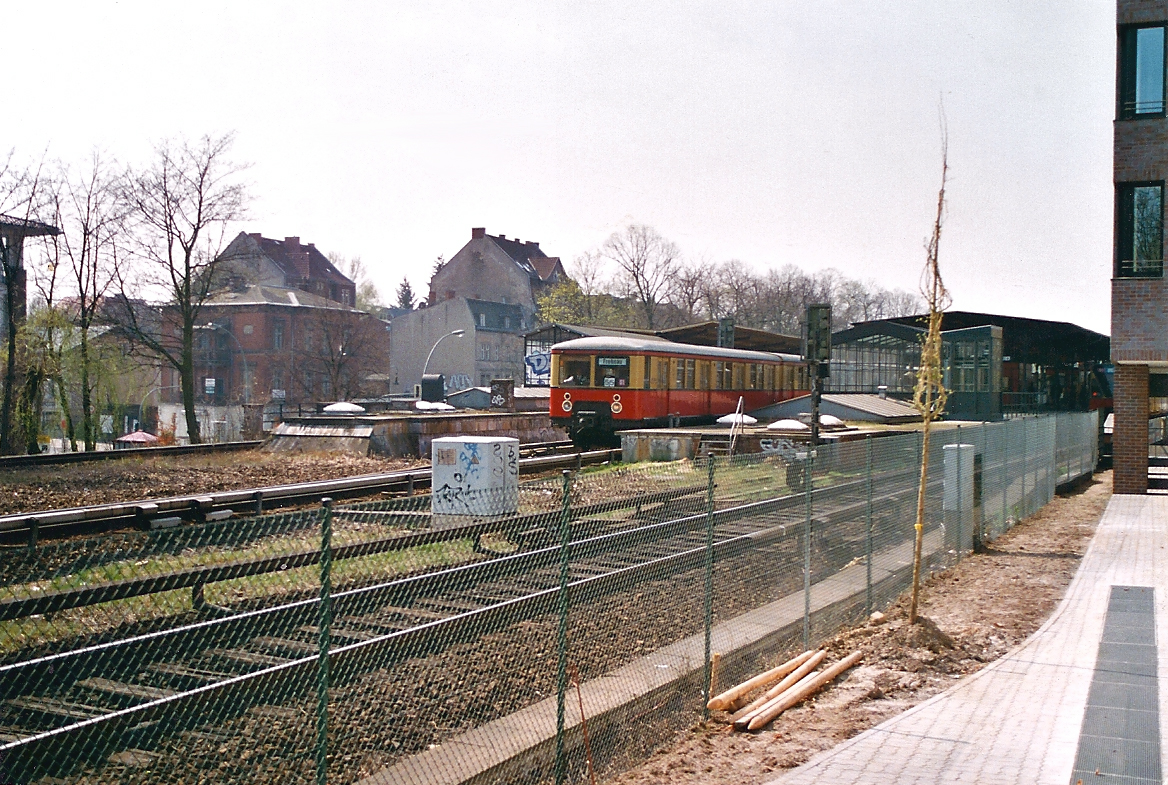
Zug der Baureihe 476 bei der Ausfahrt in Richtung Oranienburg, 1999

Nach dem Zweiten Weltkrieg wurde der Fernverkehr auf der Stammbahn eingestellt und das zweite Gleispaar als Reparationsleistung in die Sowjetunion gebracht. Der Verkehr auf der Wannseebahn wurde am 6. Juni 1945 in bescheidenem Maße wieder aufgenommen. Zunächst fuhr je ein Zug morgens und abends die Strecke Zehlendorf – Schöneberg, später dann bis Großgörschenstraße. Ab dem 21. Juli gab es wieder regelmäßigen Betrieb. Die Stromschienen und Isolatoren der Stammbahn in Zehlendorf wurden abgebaut, um an anderen Stellen im S-Bahn-Netz Kriegsschäden zu reparieren. Auf der Stammbahn pendelte ab Dezember 1945 ein Dampfzug der meist mit einer Lok der Baureihe 03 bespannt war nach Düppel. Da die Lok in Düppel nicht umgesetzt werden konnte, wurde der Pendelzug stets in Richtung Düppel geschoben. Die Fahrwegbeobachtung führte hierbei ein Zugführer durch, der von der Spitze des Zuges, Signale an den Lokführer übermittelte.
Seit dem 27. Juli 1947 bestand eine durchgehende Verbindung von Zehlendorf bis zum Bahnhof Friedrichstraße. Im Sommer 1948 wurde der Dampfbetrieb eingestellt und durch elektrische Züge ersetzt. Es gab einen 20-Minuten-Takt.
Im Jahr 1955 wurde die Fahrbahn des Teltower Damms unter der Überführung des Bahnhofs ein weiteres Mal abgesenkt, damit nun auch Omnibus-Doppeldecker diese Stelle passieren konnten.
Als im August 1961 die Berliner Mauer gebaut wurde, konnte man nicht mehr von Zehlendorf bis Oranienburg fahren, die Züge endeten nun in Frohnau. Der Pendelbetrieb der Stammbahn war vom Mauerbau nicht direkt betroffen und blieb bestehen. Auch für den Bahnhof Zehlendorf änderte sich nur wenig. Er verblieb wie seit 1945 unter der Betriebsführung der Deutschen Reichsbahn, da diese die Betriebsführung (jedoch nicht die Hoheit auf den Bahnanlagen) in West-Berlin behalten hatte.
Als Folge des Eisenbahnerstreiks im September 1980 wurde der S-Bahnhof geschlossen. Der 1948 eingeführte Pendelverkehr auf der Stammbahn nach Düppel und der S-Bahn-Verkehr auf der Wannseebahn waren eingestellt worden. Während der Stilllegung war der Zugang zu den beiden Bahnsteigen nicht möglich, jedoch gab es im Durchgang einen Obstladen, der auch während dieser Zeit geöffnet hatte. Im Sommer 1982 wurde die Brücke über die Stammbahn von der Deutschen Reichsbahn abgetragen und über den Schienenweg zum Bahnhof Wannsee gebracht und dort zwischengelagert. Die S-Bahn-Strecke blieb jedoch in Betrieb, Überführungsfahrten von Wannsee zum Anhalter Bahnhof führten durch Zehlendorf.

### BVG-Ära

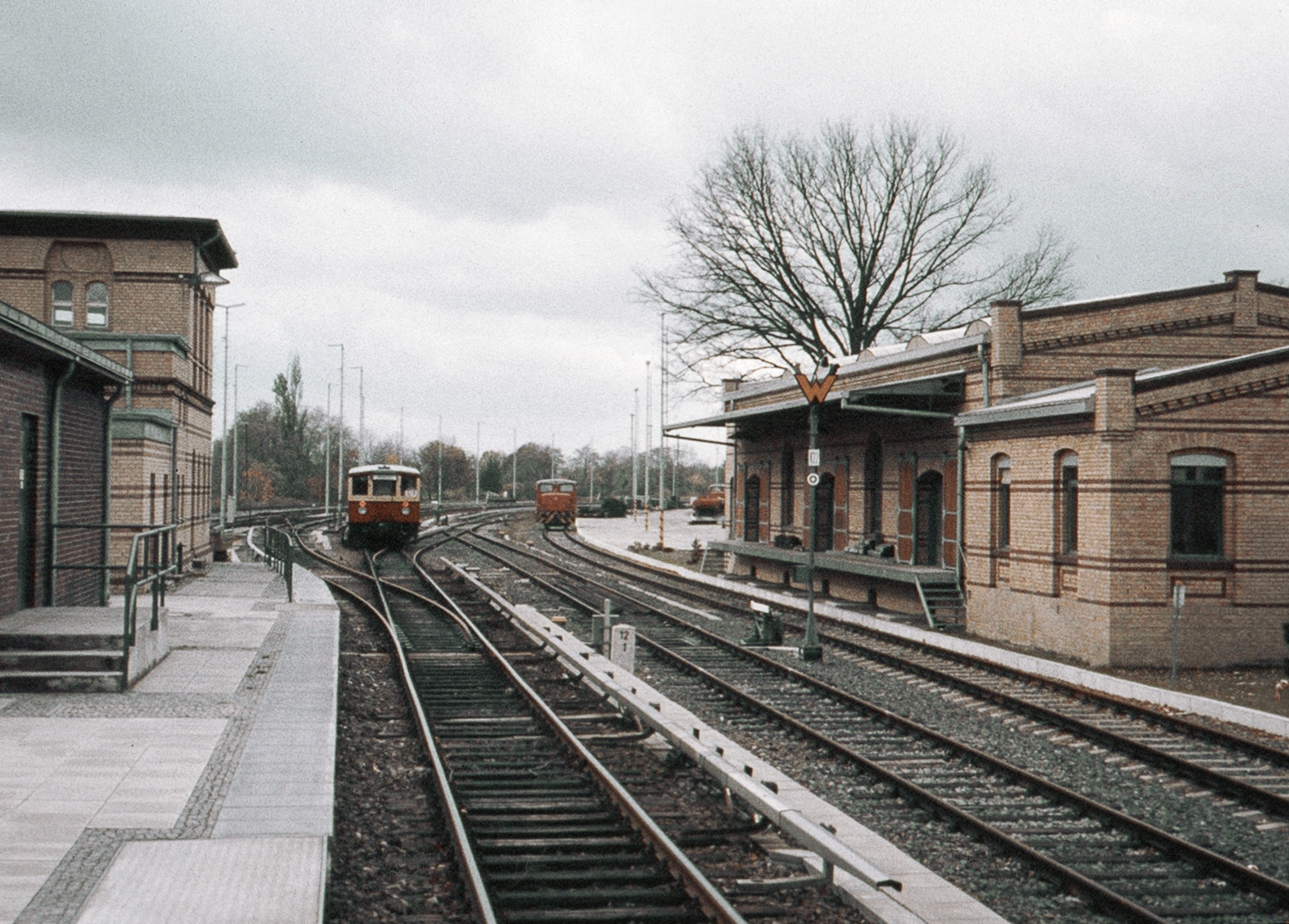
Bahnhof Zehlendorf zur BVG-Zeit, rechts die S-Bahn-Meisterei mit einer Diesellokomotive des Typs Jung R 40 C, 1986

Nachdem die Berliner Verkehrsbetriebe (BVG) den S-Bahn-Betrieb in West-Berlin übernommen hatten, wurde beschlossen, die Wannseebahn wieder zu reaktivieren. Der Bahnhof befand sich in einem sehr schlechten Zustand. Das provisorische Empfangsgebäude musste 1984 wegen Einsturzgefahr abgerissen werden.
Auf dem Wannseebahnsteig wurden das komplette Dach, die Stützen und die Dienstgebäude vollständig saniert. Die Unterführung mit Zugang zu den Bahnsteigen wurde auch zum Fußgängerdurchgang, der alte Durchgang zum Fahrradtunnel. Auf der Nordseite entstand ein einfacher Eingang mit einem Fahrkartenschalter als Anbau und ein kleiner Turm mit Uhr und S-Bahn-Symbol. Da Termindruck bestand, erhielt der Bahnsteig im Winter 1984/85 zum Teil ein großes Heizzelt, um bei Frost weiterarbeiten zu können. Der Bahnhof wurde mit der Wiedereröffnung der Wannseebahn am 1. Februar 1985 wieder in Betrieb genommen. Der Bahnsteig nach Düppel blieb allerdings weiterhin geschlossen. Der Güterbahnhof, bis zum September 1980 von der Reichsbahn geführt, diente der BVG ab 1985 als S-Bahn-Meisterei.
Im Jahr 1988 wurde das Jubiläum 150 Jahre Eisenbahn in Preußen gefeiert. Auf dem Gelände des Güterbahnhofes Zehlendorf war für das Fest eine Fahrzeug-Parade organisiert worden. Neben einem Nachbau der ersten kommerziell genutzten deutschen Lokomotive von 1835, dem Adler, waren noch andere Schienenfahrzeuge ausgestellt.

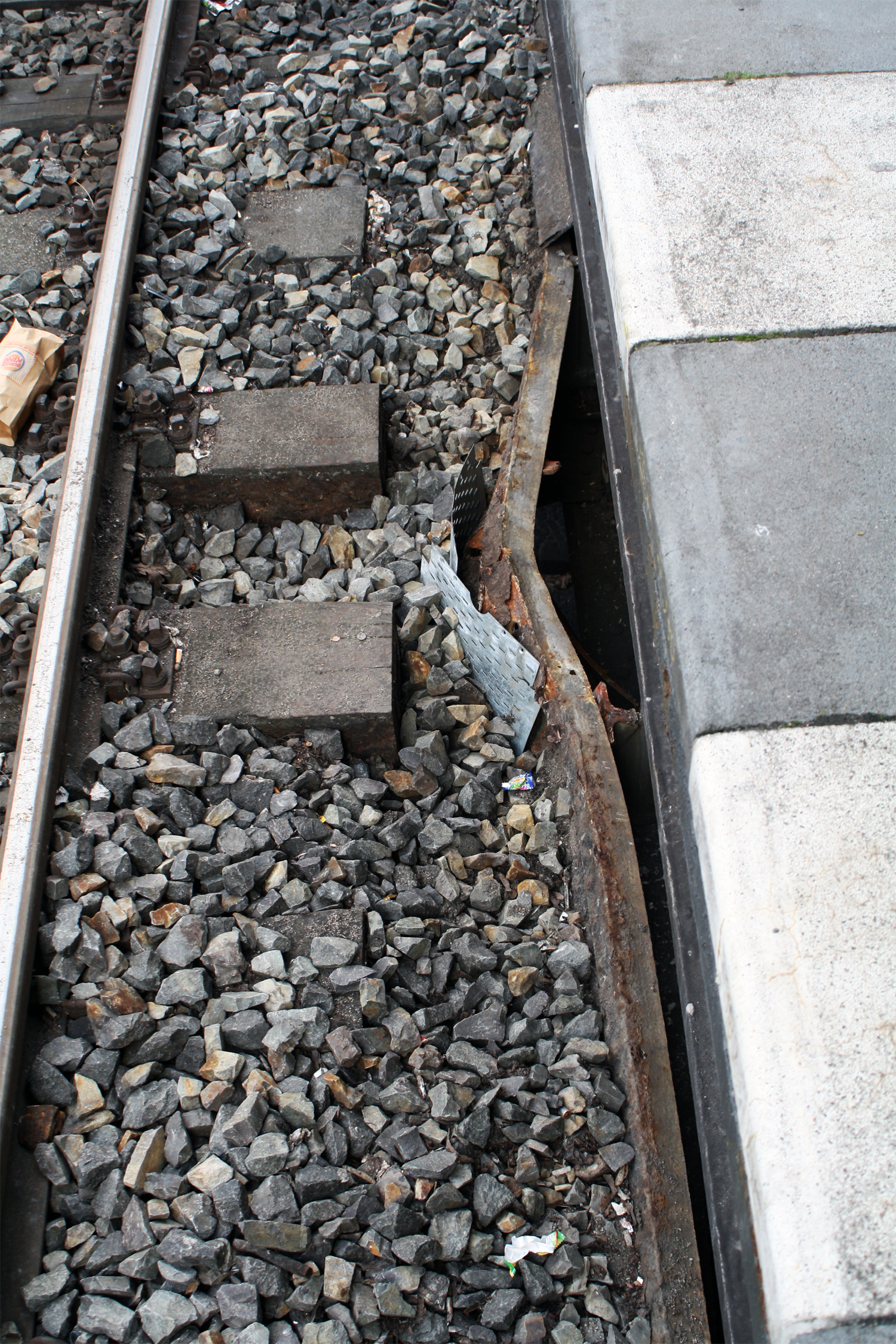
Beschädigte Brücke der Wannseebahn, Oktober 2010

Nach mehreren von Kraftfahrzeugen an der Brücke verursachte Schäden in den 1990er Jahren durften S-Bahn-Züge diese Stelle nur noch mit 30 km/h passieren. Um 1995 wurde das Stellwerk Zwt am Königsweg abgerissen.

### Entwicklung nach dem Jahr 2000
Vom August 2002 bis Februar 2003 wurden die Gleise der Wannseebahn in Zehlendorf komplett saniert. Es wurde ein Schienenersatzverkehr mit Bussen zwischen Zehlendorf und Wannsee eingerichtet. Das Stellwerk Zfm wurde zum 16. Februar 2003 geschlossen. Heute wird der Verkehr vom Stellwerk am Bahnhof Westkreuz geregelt.
Am Dach des stillgelegten Bahnsteigs B wurde im November 2016 die Holzabdeckung demontiert, da diese nach Angaben der DB nicht mehr verkehrssicher war. Denkmalgeschützte Teile der Abdeckung wurden eingelagert.
Der Bahnhof ist inzwischen ohne Aufsicht, weshalb die Züge im ZAT-Verfahren (Zugabfertigung durch den Triebfahrzeugführer) bedient werden.
Auf den Gleisen des Güterbahnhofs werden gelegentlich Gleisbauzüge abgestellt. Des Weiteren durchfahren regelmäßig Güterzüge auf der Strecke Lichterfelde West – Wannsee den Bahnhof auf den Gütergleisen am Stammbahnsteig.
Seit 2010 ist die Brücke der Wannseebahn in Richtung Wannsee durch eine Hilfsbrücke ersetzt. Die vorherige war bei einem Unfall am 1. September 2010 durch einen Sattelschlepper irreparabel beschädigt worden.

### Ausbauplanungen
Der Bahnhof soll einen zweiten Zugang erhalten. Lange Zeit war vorgesehen, diesen bei der Brückenerneuerung am Teltower Damm im westlichen Widerlager zu errichten. Ideen, den zweiten Zugang an der Westseite des Bahnhofs mit Zugang von der Anhaltinerstraße (Postplatz) und Machnower Straße anzulegen, wurden zeitweilig aus Kostengründen skeptisch beurteilt, kamen 2014 aber wieder konkret in die Diskussion. Ein zusätzlicher Westzugang wurde 2016 vom Land Berlin bestellt und sollte im Jahr 2022 errichtet werden. Die Vorplanung für einen Verbindungstunnel vom Postplatz zur Machnower Straße mit Aufgang zum S-Bahnsteig wurde im März 2016 abgeschlossen. Diese hielt auch den Platz frei für einen gegebenenfalls später zu realisierenden Aufgang zum Bahnsteig der Stammbahn. Mit der weiteren Planung und Umsetzung wurde im Juni 2016 die Deutsche Bahn beauftragt, eine Finanzierungsvereinbarung hierzu war in Vorbereitung. Ende 2018 wurde bekannt, dass der Berliner Senat das Projekt eines Verbindungstunnels am Postplatz zwischenzeitlich gestoppt hat, die Planungen für die Brückenaufweitung am Teltower Damm und einem neuen Zugang im dortigen westlichen Widerlager werden dagegen weiter verfolgt. der Baustart wurde auf 2026 herausgeschoben.
Ein etwa drei Hektar großes Gebiet auf dem nicht mehr genutzten Güterbahnhof soll nach dem im Juni 2018 vom Berliner Senat beschlossenen Stadtentwicklungsplan (STEP) bis zum Jahr 2025 in die angrenzende Stadtstruktur integriert werden. Auf der Fläche ist Mischnutzung u. a. mit Wohnbauten vorgesehen. Das vorhandene Kleingewerbe soll erhalten bleiben.

## Anbindung
Der Bahnhof wird von der Linie S1 der Berliner S-Bahn bedient. Es bestehen Umsteigemöglichkeiten zu den Omnibuslinien X10, 101, 112, 115, 285, N10, N12 und N84 der BVG und der Linie 623 der Havelbus. Im Verbindungstunnel unter den Gleisen befindet sich eine S-Bahn-Fahrkartenausgabe.
| Linie | Verlauf |
| ----- | --- |
|       | Oranienburg – Lehnitz – Borgsdorf – Birkenwerder – Hohen Neuendorf – Frohnau – Hermsdorf – Waidmannslust – Wittenau (Wilhelmsruher Damm) – Wilhelmsruh – Schönholz – Wollankstraße – Bornholmer Straße – Gesundbrunnen – Humboldthain – Nordbahnhof – Oranienburger Straße – Friedrichstraße – Brandenburger Tor – Potsdamer Platz – Anhalter Bahnhof – Yorckstraße (Großgörschenstraße) – Julius-Leber-Brücke – Schöneberg – Friedenau – Feuerbachstraße – Rathaus Steglitz – Botanischer Garten – Lichterfelde West – Sundgauer Straße – Zehlendorf – Mexikoplatz – Schlachtensee – Nikolassee – Wannsee |